# هوبرت فون مایرینک
هوبرت فون مایرینک (انگلیسی: Hubert von Meyerinck؛ ۲۳ اوت ۱۸۹۶ – ۱۳ مهٔ ۱۹۷۱) هنرپیشه اهل کشور آلمان بود. وی بین سال‌های ۱۹۲۱ تا ۱۹۷۰ میلادی در بیش از ۲۸۰ فیلم بازی کرد.

## قسمتی از فیلمشناسی
از فیلم‌هایی که وی در آن نقش داشته است می‌توان به بل آمی، هوس، روبرت کخ، روتشیلدها و یک، دو، سه اشاره کرد.